# 발로란트
《발로란트》(VALORANT)는 라이엇 게임즈가 개발한 부분 유료화 다인용 1인칭 슈팅 게임이다. 라이엇 게임즈가 이 장르로는 최초로 개발한 게임이다. 이 게임은 2019년 10월 프로젝트:A(Project:A)라는 코드명과 함께 최초로 발표되었다. 5명으로 구성된 두 팀이 서로를 대적하여 플레이하며 플레이어는 독특한 능력을 지닌 요원(agent)의 역할을 맡으며 경제 시스템을 사용하여 다용품(방어구 스킬)등과 무기를 구매할 수 있다. 메인 게임 모드에서 공격팀은 스파이크(Spike)라는 이름의 폭탄을 갖고 있으며 이것을 특정 지역에 설치해야 한다. 공격팀이 성공적으로 폭탄을 보호하고 폭발시키면 점수를 얻는다. 방어팀이 성공적으로 스파이크(spike)을 제거하거나 100초 라운드 타이머가 경과하면 방어팀이 점수를 얻게 된다. 공격팀은 적팀 구성원들을 모두 제거하면 판 승리를 얻는다. 24회 중 점수가 더 높은 팀이 경기에서 최종적으로 이기게 된다. 발로란트의 128-틱 서버(128-tick server)는 부드러운 게임 플레이와 데이터센터 전반의 낮은 핑을 보장한다

## 요원
발로란트의 요원은 4가지 종류로 나뉜다. 이들은 저마다 다른 스킬들을 가지며 독특한 전투방식을 가지게 된다.

### 타격대
공격 시 사이트를 뚫기 위해 전투에 특화된 스킬들을 가진 요원들. 가장 먼저 1선으로 진입할 수 있는 스킬들을 가지고 있는 1선 타격대와 1선 타격대들의 진입을 돕는 스킬들을 가진 2선 타격대로 나뉜다
- 제트: 한국 출신으로 빠르고 은밀하게 움직이는 제트는 다른 사람이라면 엄두도 못 낼 위험한 일도 마다하지 않는다. 교전이 벌어질 때면 어김없이 상대보다 뛰어난 능력을 통해 기습적으로 공격한다. 공격일 때  연막과 순풍으로 쉬운 진입이 가능하여 아군 가장 선두로 간다.
- 레이즈: 브라질에서 온 레이즈는 화끈한 성격으로 커다란 폭탄을 다룬다. 그녀의 저돌적인 전투 스타일은 엄폐 중인 적을 몰아내는 데 적합하며 대량의 폭발물로 좁은 지역을 초토화한다.킬조이의 로봇을 훔쳐 자신의 로봇으로 개조했다는 이야기가 있다 공격일 때 폭탄팩 두개로 추진력을 얻어 순식간에 사이트 진입이 가능하다.
- 피닉스: 영국 출신 피닉스의 탁월한 능력은 전장을 섬광탄과 불꽃으로 수놓는 전투 스타일에서 비롯된다. 팀의 지원이 있든 없든 피닉스는 자신만의 방식으로 전투를 이끈다.
- 레이나: 멕시코 중심부에서 태어난 레이나는 일대일 전투에 탁월하며 적을 처치할 때마다 강력해진다. 그녀의 능력은 온전히 전투 실력에만 좌우된다. 발로란트에 참여한 이유가 동생때문이라는 설도 있다.
- 요루: 일본 출신의 요루는 현실에 구멍을 내어 적 진영으로 은밀히 침투한다. 그는 공격성과 속임수를 활용해 적이 알아채기도 전에 임무를 완수한다.
- 네온: 필리핀 출신의 네온은 빠른 속도로 이동할 수 있다. 그녀는 전기볼트를 사용하여 적들을 초토화시킨다.
- 아이소: 중국 출신인 고용된 해결사 아이소는 집중 상태에 들어가 적을 와해시킨다. 아이소는 주변 에너지를 방탄 보호막으로 재구성해 전진하며 쓰러질 때까지 다음 결투 상대에게 집중한다.
- 웨이레이:  프리즘처럼 빛나는 태국 출신 웨이레이는 빛으로 변신해 전장을 누비며 빛의 파편으로 적을 공격한 후 눈 깜짝할 사이에 다시 안전한 곳으로 돌아간다

### 척후대
상대방의 정보를 알아내기 위한 스킬들을 다수 가진 정보전에 특화된 요원들이 여기 속한다. 이들의 스킬들은 상대방의 정보를 알아내고, 사이트에 진입할 때 도움을 줄 수 있는 스킬들이 대부분이며 2선 진입 요원의 역할도 겸한다.
- 브리치: 스웨덴 출신의 생체병기 브리치는 강력한 역학적 폭발을 이용해 적진을 돌파한다.
- 소바: 겨울이 끝없이 이어지는 러시아 툰드라 지대에서 온 소바는 적들을 추적하고 발견하는 능력이 뛰어나며 정밀하면서도 무자비하게 적을 섬멸한다. 직접 제작한 활과 뛰어난 정찰 스킬은 숨어 있는 적도 놓치지 않는다.
- 스카이: 호주 출신인 스카이는 야수들과 함께 적진으로의 길을 개척한다. 손수 만들어낸 것들로 적을 저지하고 동료들을 치유하는 능력을 지녔다. 발로란트에 참여한 이유는 자신의 고향인 호주를 지키기 위해서라고 한다.
- 케이/오: 케이/오는 레디언트를 무력화하려는 단 하나의 목적을 위해 만들어진 전쟁 병기이다. 자신과 아군이 유리하도록 적의 스킬을 억제하여 상대의 반격 능력을 약화시킨다.
- 페이드: 튀르키예 출신 현상금 사냥꾼 페이드는 악몽의 힘을 이용해 적의 비밀을 캐낸다. 공포와 하나가 되어 표적을 쫓고 마음 속 가장 깊은 곳에 숨겨진 공포를 파헤친 뒤, 어둠 속에서 짓밟는다.
- 게코: 미국출신의 게코는 여러 로봇들의 도움으로 전투를 이끈다. 가끔 지원봇과 기절봇을 들고 상체를 흔드는 특이한 무빙을 칠수 있다
- 테호:  콜롬비아 출신의 베테랑 정보 자문가인 테호는 탄도 유도 시스템을 이용해 적이 위치나 목숨을 포기하도록 압박합니다. 테호의 표적 공격은 상대의 균형을 무너뜨리고 완전히 통제한다.

### 감시자
수비 시 상대방이 진입하는 진입로에 각종 스킬들을 이용해 진입을 효과적으로 저지할 수 있으며 공격 시에는 보통 가장 후방에서 플레이하며 홀로 다른 사이트 영역을 먹거나(럴킹) 상대방이 뒤로 돌아오는 플레이를 방지한다.
- 세이지: 중국에서 온 세이지는 어디에서든 자신과 아군이 안전할 수 있도록 능력을 발휘한다. 쓰러진 아군을 부활시키거나 치유하고 공격적인 압박을 피할 수 있는 능력으로 지옥 같은 전투에서 고요한 중심이 된다.
- 사이퍼:  걸어 다니는 감시망이라고도 할 수 있는 모로코 출신의 정보 브로커 사이퍼는 적의 움직임과 정보를 끊임없이 감시한다. 어떤 비밀이나 속임수를 감추고 있든 끈질기고 날카로운 사이퍼의 시선을 피할 방법은 없다.
- 킬조이: 독일의 천재 요원, 킬조이는 다양한 첨단 장비를 활용하여 전장을 손쉽게 사수한다. 총기로 적을 제압하지 못하더라도 로봇의 해로운 효과를 활용하여 빠르게 처리할 수 있다.
- 체임버: 맵시 있는 모습으로 단단히 무장한 프랑스 무기 디자이너 체임버는 치명적인 정확도로 적을 몰아낸다. 만일의 사태에 대한 모든 계획을 세운 그는 자신만의 커스텀 무기를 사용하여 전선을 사수하고 멀리서 적을 격퇴한다.
- 바이스: 강철 장인 바이스는 액체 금속을 사용하여 적을 고립시키고, 함정에 빠뜨리고, 무력화한다. 그 간계와 술수를 본 적들은 전장 자체를 두려워하게 된다.

### 전략가
시야를 방해하는 연막 스킬을 공통적으로 가지고 있다. 공격 시와 수비 시 모두 상대방이 봐야할 곳을 많게 만들며 유리한 전투를 할 수 있도록 돕는다.
- 브림스톤: 미국 출신 브림스톤은 궤도 무기를 활용해 아군에게 유리하도록 전투를 이끈다. 멀리서 정확하게 다양한 수단으로 팀을 보조하는 능력 덕분에 그는 최고의 야전 사령관으로 불린다.
- 오멘: 기억의 유령 오멘은 그림자 속에서 적들을 사냥한다. 적들의 눈을 멀게 하고 전장 어느 곳이든 이동하며 피해망상을 일으키는 능력 때문에 상대는 다음 공격을 예측할 수 없어 혼란에 빠지게 된다. 피해 망상과 순간이동을 이용하여 상대방이 예상하지 못한 곳에서 나타난다.
- 바이퍼: 미국 출신 화학자 바이퍼는 다양한 화학 무기로 전장을 장악하고 적의 시야를 차단한다. 심리전에도 능하다.
- 아스트라: 가나 출신 요원 아스트라는 우주의 힘을 활용해 전장을 장악한다. 천상계 형상 능력과 전략적 통찰력을 지니고 있다.
- 하버: 인도 해안에서 온 하버는 물을 조종하는 고대 기술로 전장을 휩쓴다. 거센 급류와 강력한 파도로 아군을 보호하고 적을 공격한다.
- 클로브:스코틀랜드 출신인 클로브는 궁을 쓰면 살아나 계속 적을 괴롭히며 적을 죽인다 부활하자마자 죽는 경우가  있다.